# Chóndros (Héraklion)
Chóndros, en grec moderne : Χόνδρος, est un village du dème de Viánnos, en Crète, en Grèce. Selon le recensement de 2011, la population de Chóndros compte 138 habitants. Le village est situé à une altitude de 410 m et à une distance de 64 km de Héraklion.